# Пралидоксим
Пралидокси́м (1-метилпиридин-2-карбальдегидоксим) — реактиватор фермента ацетилхолинэстеразы (АХЭ), антидот фосфорорганических соединений (органофосфатные пестициды, инсектициды, а также БОВ нервно-паралитического действия, например зарин). Обычно используется в виде хлорида или йодида.

## Показания
Отравление фосфорорганическими соединениями и передозировка ингибиторов АХЭ. Применяется после проведения (в случае необходимости) реанимационных мероприятий и введения атропина.

## Механизм действия
Препарат высвобождает фосфорорганические вещества из соединений с ферментом АХЭ, обеспечивая тем самым АХЭ возможность утилизировать ацетилхолин (гидролиз).

## Способ введения и дозировка
Вводится внутривенно в виде 5 % раствора в течение 5-7 минут.
Детям из расчета 20—50 мг/кг, взрослым — 1—2 г, при необходимости повторить через 1—2 ч.
При симптомах передозировки вводят с интервалом 10—12 ч.